# Neil Patrick Harris
Neil Patrick Harris (Albuquerque, Nou Mèxic, 15 de juny de 1973) és un actor, mag, escriptor, comediant i director de cinema estatunidenc. És probablement més conegut pel seu rol de Barney Stinson en la sèrie How I Met Your Mother.

## Biografia

### Primers anys
Harris va néixer a Albuquerque, Nou Mèxic. Va créixer a Ruidoso, els seus pares Shelia i Ron tenien un restaurant. Va estudiar a La Cueva High School d’Albuquerque on va realitzar diverses activitats però sobretot obres teatrals. Finalment es va graduar amb honor el 1991.

## Trajectòria professional
L'any 2000 va actuar a la pel·lícula The Next Best Thing, on va interpretar David, el xicot de Rupert Everett. Va aparèixer com a convidat en la sèrie Will & Grace. Al capítol en què va intervenir, era un personatge dedicat a portar gent des de la seva homosexualitat fins a l'heterosexualitat, però al final es converteix en homosexual.
L'any 2002 va realitzar a Broadway (al costat d'Anne Heche) l'obra Proof.
El 2003 va actuar a Cabaret, al costat de Deborah Gibson i Tom Bosley, on va interpretar el rol d'Emcee.
Va aparèixer en un episodi de la sèrie Law & Order: Criminal Intent l'any 2004 com un assassí en sèrie.
En el 2004 va realitzar una paròdia de si mateix a la pel·lícula Harold & Kumar Go to White Castle.
Mentre ell no donava pistes de la seva orientació sexual, es creia que era homosexual. En els reportatges de tabloides ho van fer amb una relació amb els actors Max von Essen i David Burtka, però això mai no va anar confirmat fins que, el 4 de novembre de 2006, va confessar a la revista People que era gai. Va ser el presentador de l'edició de 2015 dels Premis Oscar.

## Obres

### Filmografia

#### Televisió
- Doogie Howser, M.D. - personatge principal
- Spider-Man: The New Animated Series - Peter Parker/Spiderman
- Will & Grace - convidat
- Celebrity Poker Showdown (2004)
- Numb3rs (2005)
- How I Met Your Mother (2005)
- "Glee" (2010) - Bryan Ryan, convidat
- A Series of Unfortunate Events (2017)

#### Cinema
- Starship Troopers: Les brigades de l'espai (Starship Troopers) (1997)
- Promeses incomplides (The Proposition) (1998)
- Joan of Arc (1999) - rei Carles VII de França
- Gairebé perfecte (The Next Best Thing) (2000) - David
- Undercover Brother (2002) - Lance
- Harold & Kumar Go to White Castle (2004)
- Els Barrufets, la pel·lícula (2011) - Patrick Winslow, pare d'en Blau
- Els Barrufets, la pel·lícula 2 (2013) - Patrick Winslow, pare d'en Blau
- Gone Girl (2014)

### Teatre
- Rent National Tour-LA, San Diego - Mark Cohen
- Assassins (2004) - Balladeer; Lee Harvey Oswald
- Cabaret (2003) - Emcee
- Proof (2002)
- Sweeney Todd - Tobias Ragg
- Amadeus (2006) - Mozart
- Hedwig and the Angry Inch (2014) - Hedwig

### Internet
- Dr. Horrible's Sing-Along Blog